# Pałac w Grodziszczu (powiat ząbkowicki)
Pałac w Grodziszczu – pałac wybudowany w miejscowości Grodziszcze.
Pałac wzniesiony w XVII w. jako renesansowy dwór przez von Pogrella; przebudowany na barokowy w drugiej połowie XVIII w. przez von Thielau. 
Piętrowy obiekt pierwotnie wybudowany na planie litery „L”, następnie otrzymał kształt podkowy z małym dziedzińcem od strony folwarku. Kryty  dachem czterospadowym z wolimi oczami. Obecnie w ruinie, pozostały mury obwodowe i ściany działowe. Pałac jest częścią zespołu, w skład którego wchodzą: ogrodzenie z XIX w.; liczne zabudowania folwarczno-gospodarcze; park z połowy XVIII w., zmieniony w połowie XIX w.; ruina pawilonu parkowego z wieżą widokową z 1890 r. wybudowaną w stylu neogotyckim, w formie romantycznego zameczku.

## Przypisy

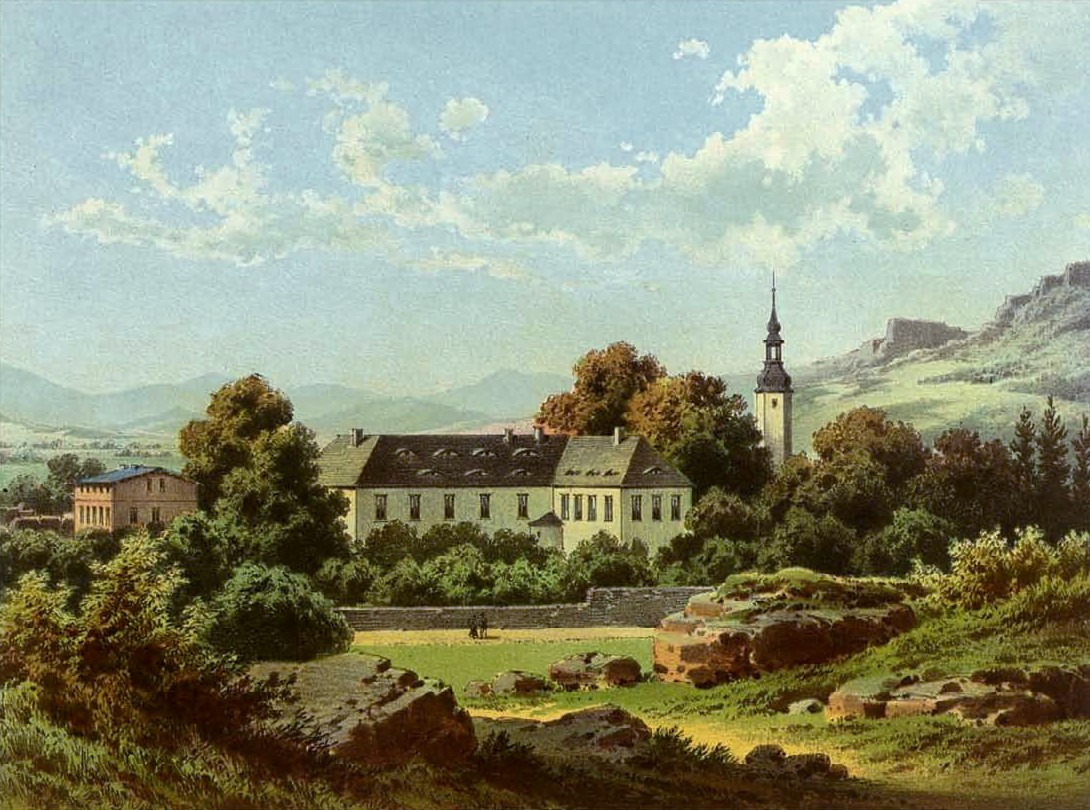
Pałac w Grodziszczu